# Euphorbia mangorensis
Euphorbia mangorensis es una especie fanerógama perteneciente a la familia de las euforbiáceas. Es endémica de Madagascar en la Provincia de Toamasina.

## Hábitat
Su natural hábitat son los bosques húmedos tropicales y subtropicales. Está amenazado por la pérdida de hábitat.

## Descripción
Es un arbusto o árbol que se encuentra en los bosques húmedos a una altitud de 500 a 1000 metros.

## Taxonomía
Euphorbia mangorensis fue descrita por Jacques Désiré Leandri y publicado en Notulae Systematicae. Herbier du Museum de Paris 12: 73. 1945.
Etimología
Euphorbia: nombre genérico que deriva del médico griego del rey Juba II de Mauritania (52 a 50 a. C. - 23), Euphorbus, en su honor – o en alusión a su gran vientre –  ya que usaba médicamente Euphorbia resinifera. En 1753 Carlos Linneo asignó el nombre a todo el género.
mangorensis: epíteto geográfico que alude a su localización en el área del río Mangoro.